# Trận Tarakan (1945)
Trận Tarakan là trận đánh mở đầu trong chiến dịch Borneo diễn ra vào năm 1945. Nó được bắt đầu với một cuộc đổ bộ trên biển thực hiện bởi lực lượng Úc vào ngày 1 tháng 5, mang mật danh Chiến dịch Oboe One. Trong khi trận đánh kết thúc với chiến thắng nghiên về phía Đồng Minh và kết quả được coi là xứng đáng với thiệt hại.

## Bối cảnh
Tarakan là một hòn đảo nằm về phía bờ biển phía đông Borneo. Đảo này có diện tích 303 kilometer vuông (117 mi²), phần lớn được bao phủ bởi các đầm lầy hay đồi núi với rừng rậm dày đặc tại thời điểm diễn ra trận đánh. Tarakan tạo thành một phần của Đông Ấn thuộc Hà Lan (NEI) và một trung tâm sản xuất dầu quan trọng với hai khu vực khai thác dầu sản xuất 80.000 thùng dầu mỗi tháng vào năm 1941.

### Nhật Bản chiếm đóng
Chiếm giữ những khu vực dầu mỏ trên đảo Tarakan là một trong những mục tiêu ban đầu của Nhật Bản trong Chiến tranh Thái Bình Dương. Quân Nhật đã thực hiện đổ bộ lên bờ biển phía đông Tarakan vào ngày 11 tháng 1 năm 1942 và đánh bại một đồn nhỏ của Hà Lan trong vòng 2 ngày sau đó và tiêu diệt một nửa lực lượng ở đây. Mặc dù những khu vực dầu mỏ này đã bị phá hoại thành công khi trước khi lực lượng Hà Lan đầu hàng, người Nhật đã nhanh chóng khôi phục nơi này và đưa vào sản xuất với sản lượng 350.000 thùng dầu mỗi tháng vào đầu năm 1944.
Sau khi người Hà Lan đầu hàng, 5.000 cư dân Tarakan chịu sự sự chiếm đóng của Nhật Bản. Một số lượng lớn quân Nhật được bố phòng trên đảo đã khiến cho nguồn lương thực tại đây bị thiếu thốn và hậu quả là nhiều thường dân Tarakan bị chứng suy dinh dưỡng. Trong thời gian chiếm đóng, người Nhật đã mang khoảng 600 lao động đến Tarakan từ Java. Lực lượng Nhật cũng đã cưỡng bức khoảng 300 phụ nữ Java làm "nô lệ tình dục" trên đảo Tarakan sau khi dụ họ với lời đề nghị tạo cộng việc may vá và thư ký.
Giá trị của Tarakan đối với người Nhật tan biến nhanh chóng trước chiến dịch của lực lượng Đồng Minh trong khu vựca. Chiếc tàu chở dầu cuối cùng của Nhật rời khỏi Tarakan vào tháng 7 năm 1944, và các đợt không khích nặng nề của Đồng Minh trong cùng năm đã phá huỷ các cơ sở dự trữ và sản xuất dầu của hòn đảo. Các cuộc không kích cũng giết chết vài trăm thường dân Indonesia. Trong một diễn biến cho thấy sự suy giảm độ quan trọng của địa điểm này, quân đồn trú của Nhật trên Tarakan đã được giảm xuống vào đầu năm 1945 khi một trong hai tiểu đoàn bộ binh (Tiểu đoàn Bộ binh Độc lập 454) được rút về Balikpapan. Tiểu đoàn này sau đó đã bị tiêu diệt bởi Sư đoàn số 7 Australia vào tháng 7 trong trận Balikpapan.

### Kế hoạch của quân Đồng Minh
Mục tiêu chủ yếu của Đồng Minh khi tấn công Tarakan (mật danh "Oboe One") là chiếm lấy và nâng cấp sân bay Juwata trên đảo để có thể làm bàn đạp thực hiện các cuộc đổ bộ tiếp theo tại Brunei, Labuan và Balikpapan. Mục tiêu thứ hai cho chiến dịch là lấy lại khu vực dầu mỏ trên Tarakan và đưa vào sản xuất nhiên liệu cho lực lượng Đồng Minh tại chiến trường này.

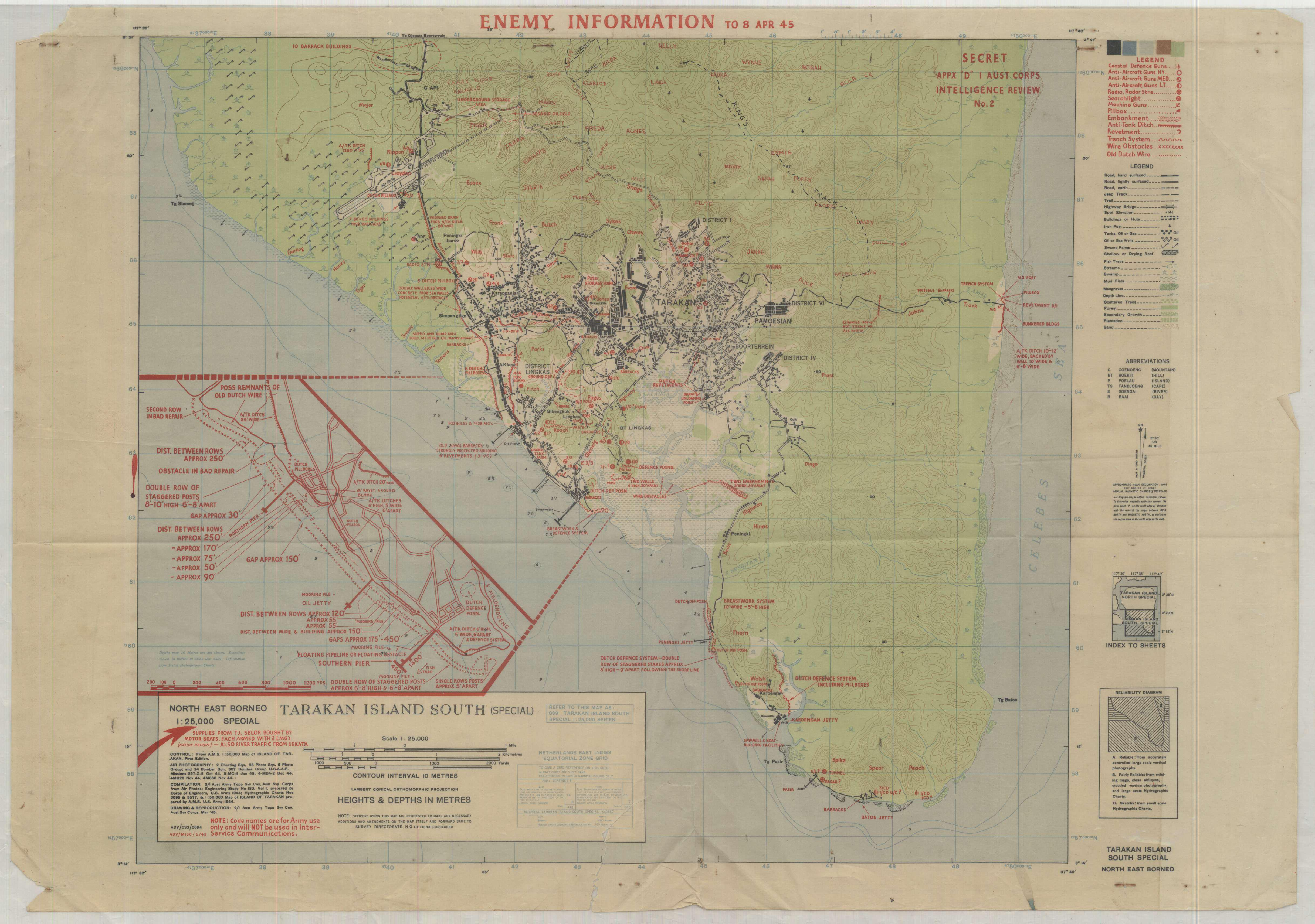
Tình báo Đồng Minh đánh giá lực lượng phòng thủ Nhật Bản vào tháng 4 năm 1945 và mật danh các vị trí ở nam Tarakan

Bộ chỉ huy Sư đoàn 9 và Lữ đoàn 26 chịu trách nhiệm về việc lên kế hoạch đổ bộ lên Tarakan. Công việc được bắt đầu vào đầu tháng 3 khi cả hai đơn vị đã tập kết tại Morotai, và các kế hoạch cuối cùng được hoàn thành vào ngày 24 tháng 4. Việc lên kế hoạch bị chậm trễ do điều kiện làm việc thiếu thốn và các khó khăn trong liện lạc với Tổng hành dinh của Tướng MacArthur đặt tại Leyte.

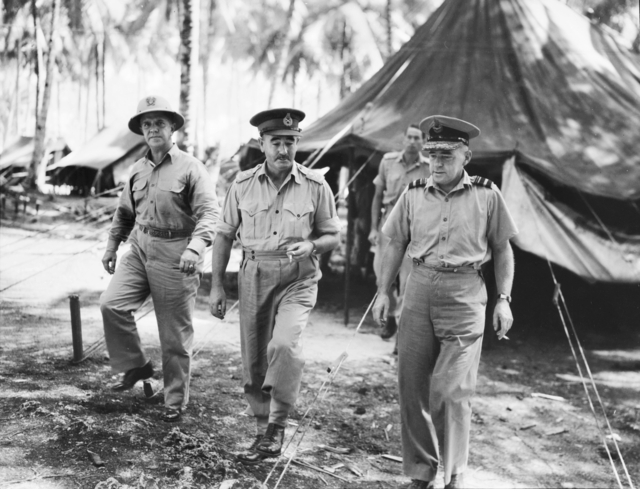
Chuẩn Đô Đốc Forrest Royal, Trung tướng Sir Leslie Morshead và Thiếu tướng Không quân William Bostock đang thảo luận về kế hoạch đổ bộ lên Tarakan ngày 12 tháng 4 năm 1945

The Allied plans anticipated that Tarakan would be secured quickly. It was expected that the operation would involve a short fight for the airfield followed by a 'consolidation' phase during which the island's airfield and port would be developed to support Allied operations. The planners did not foresee significant fighting in Tarakan's interior, and no plans were developed for operations in areas other than the landing beaches, Tarakan Town and airfield. The planners did, however, correctly anticipate that the Japanese would make their main stand in an area other than the invasion beach and would not be capable of mounting a large counter attack.
The Allied plans also expected that Tarakan would be transformed into a major base within days of the landing. Under the pre-invasion planning it was intended that a wing of fighter aircraft would be based at Tarakan six days after the landing and this force would be expanded to include an attack wing nine days later and staging facilities for a further four squadrons of aircraft within 21 days of the landing. It was also expected that the 26th Brigade Group and its supporting beach group would be ready to leave Tarakan by 21 May and the RAAF units could be redeployed in mid-June after providing support for the landing at Balikpapan.
The Allied planners possessed detailed intelligence on Tarakan and its defenders. This intelligence had been gathered from a variety of sources which included signals intelligence, photographic reconnaissance flights and Dutch colonial officials. Tarakan was the Australian Services Reconnaissance Department's (SRD) first priority from November 1944. However, the difficulty of infiltrating operatives into such a small island meant that the organisation could only provide limited aid to the planners.